# Česká národní banka

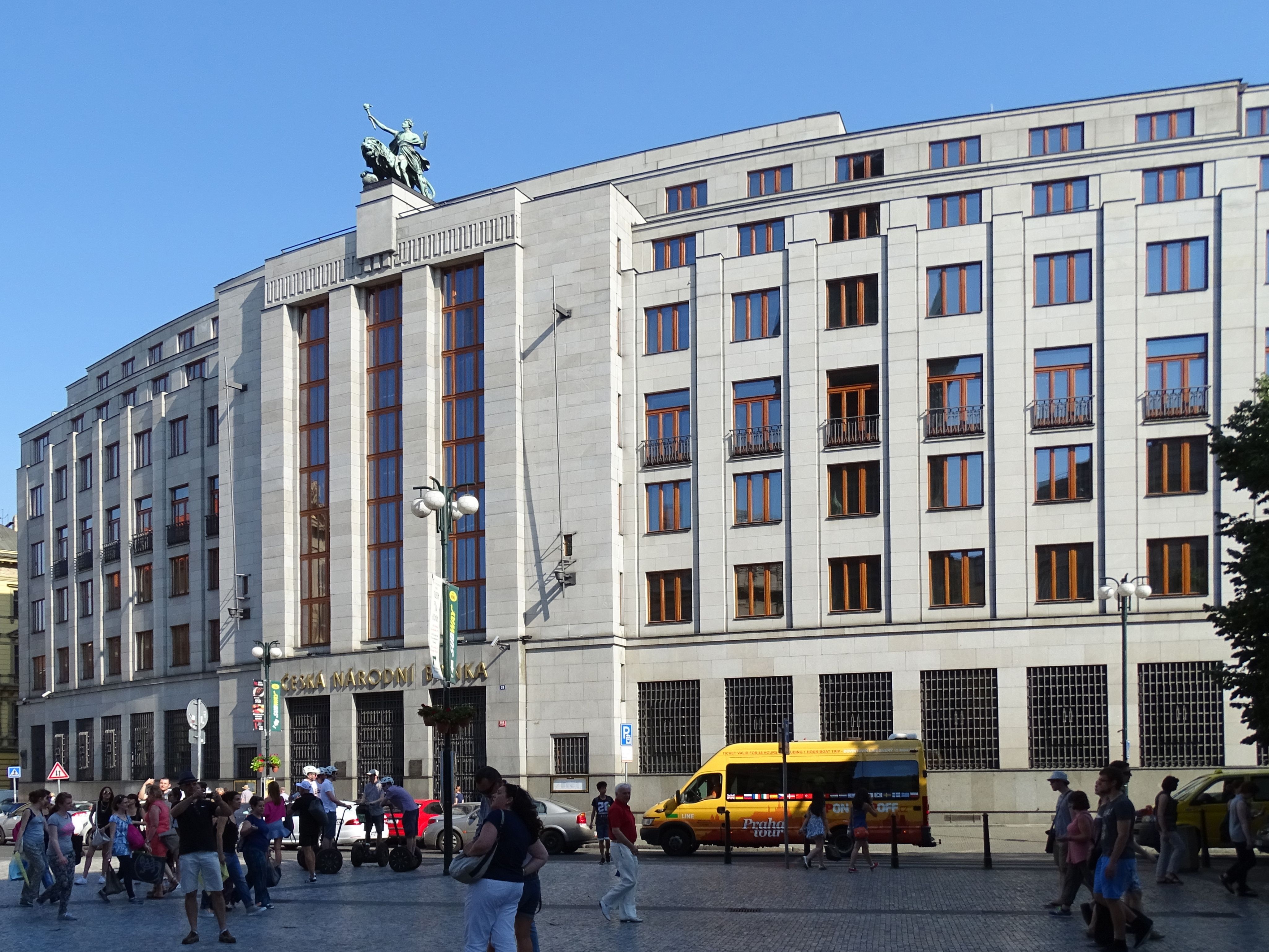
Hauptgebäude der Nationalbank, Prag

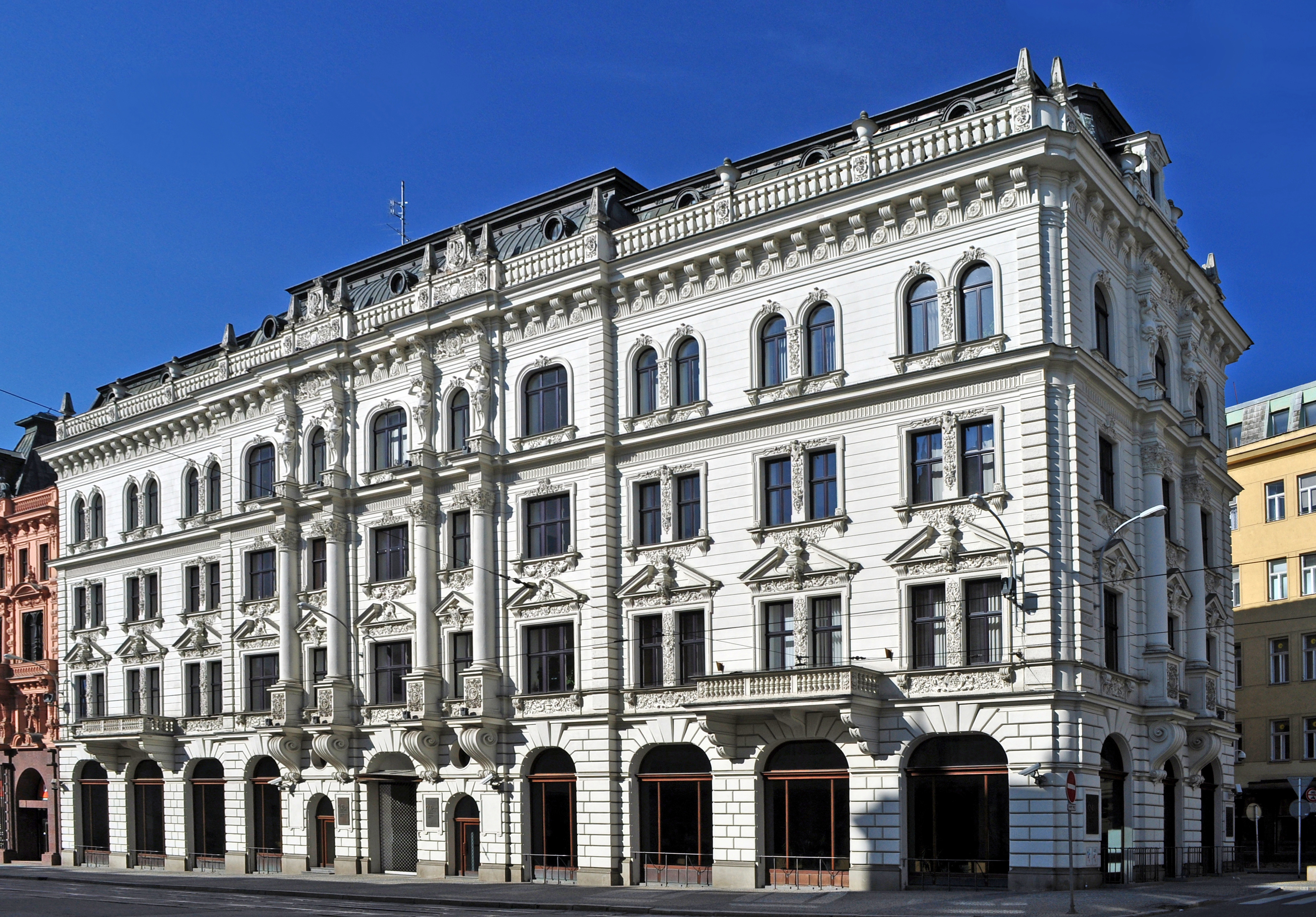
Gebäude der Nationalbank, Brünn

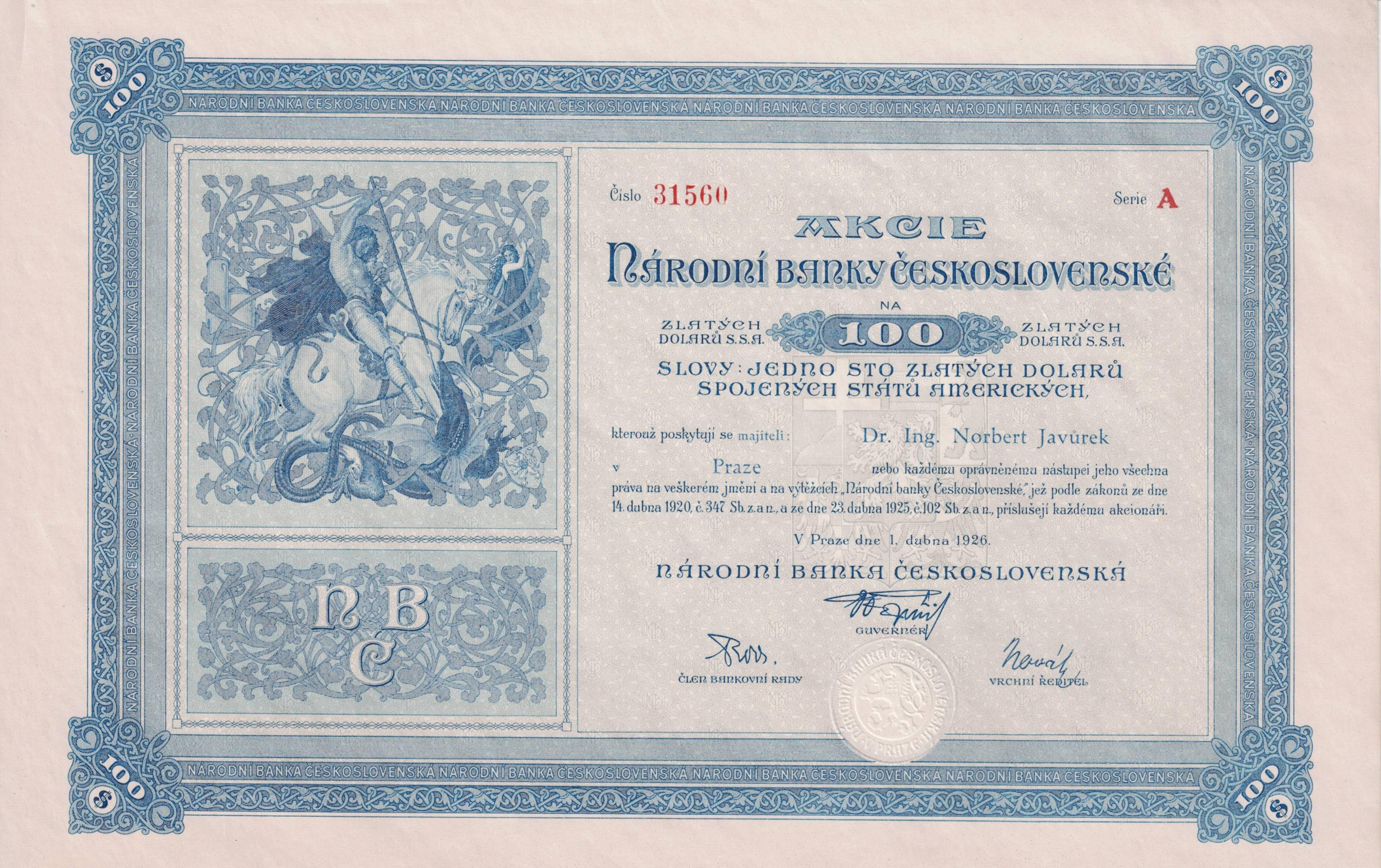
Gründeraktie des Vorgängerinstitutes Národní banka Československá vom 1. April 1926.

Die Česká národní banka (abgekürzt ČNB, dt. Tschechische Nationalbank) ist die Zentralbank der Tschechischen Republik mit Sitz in Prag. Die Zentralbank wurde nach Entstehung Tschechiens mit dem Gesetz Nr. 6/1993 Sb. im Januar 1993 gegründet. Sie ist Mitglied im Europäischen System der Zentralbanken.

## Aufgaben
Vorrangiges Ziel der Nationalbank ist die Pflege der Preisniveaustabilität. Sekundäres Ziel ist die allgemeine Wirtschaftspolitik der tschechischen Regierung in Bezug auf ein nachhaltiges Wirtschaftswachstum zu unterstützen, sofern dies nicht dem vorrangigen Ziel widerspricht. Dabei hält sich die Zentralbank an die Prinzipien der offenen Marktwirtschaft. Des Weiteren verantwortet sie Geldversorgung und Zahlungsverkehr, bestimmt die Geldpolitik und dient als Aufsichtsbehörde für den Finanzmarkt.
Das leitende Organ ist der siebenköpfige Bankrat (bankovní rada), der aus dem Gouverneur, zwei Vizegouverneuren und vier weiteren Mitgliedern besteht. Alle Mitglieder werden vom Staatspräsidenten auf sechs Jahre ernannt. Ein wiederholtes Ausüben ist nur einmal möglich, eine Abberufung nur in bestimmten Fällen.
Die Grundkonzeption der Nationalbank beruht in einer strikten Unabhängigkeit von der Regierung. Sie darf keinerlei Anweisungen von dem Staatspräsidenten, der Regierung, dem Parlament oder einer anderen Institutionen annehmen oder selbst anfordern. Die Nationalbank und die Regierung müssen sich lediglich gegenseitig über die Maßnahmen in Geld- und Wirtschaftspolitik informieren.

## Vorgängerinstitute
Die CNB ging 1993 direkt als Rechtsnachfolger aus der Státní banka československá hervor. Die Vorgängerinstitute waren
- 1950–1993 Státní banka československá (SBČS) – (dt.: Staatsbank der Tschechoslowakei)
- 1945–1950 Národní banka Československá – (dt.: Nationalbank der Tschechoslowakei)
- 1939–1945 Národní banka pro Čechy a Moravu – (dt.: Nationalbank für Böhmen und Mähren (deutsch))
- 1926–1939 Národní banka Československá – (dt.: Nationalbank der Tschechoslowakei)
- 1919–1926 Bankovní úřad při ministerstvu financí – (dt.: Bankaufsichtsbehörde beim Finanzministerium)

## Mitglieder des Bankrats (seit Juli 2022)
- Aleš Michl (Gouverneur)
- Marek Mora (Vizegouverneur)
- Eva Zamrazilová (Vizegouverneurin)
- Karina Kubelková
- Jan Frait
- Oldřich Dědek
- Tomáš Holub